# Frank Lui
Frank Fakaotimanava Lui (19 de novembro de 1935 - 9 de julho de 2021) foi o Premier do estado da Ilha do Pacífico de Niue de 1993 a 1999.
Ele foi eleito nas eleições gerais no início de 1993, substituindo o Premier em exercício, Young Vivian, que havia sido nomeado após a morte, após muitos anos de serviço do Premier Sir Robert Rex em dezembro de 1992. Lui foi reeleito para seu cargo para um segundo mandato como Premier em 1996, eventualmente perdendo sua cadeira nas eleições de 1999 e anunciando sua aposentadoria.
Após sua aposentadoria, Lui dirigiu uma empresa de aluguel de vídeos.
Em 2010, ele se tornou presidente da IUSN Foundation, uma fundação de caridade que fornece aos nieuenses acesso gratuito à Internet.
Lui morreu em 9 de julho de 2021.